# Avenue Valduchesse
L'avenue Valduchesse (en néerlandais: Hertoginnedallaan) est une rue bruxelloise de la commune d'Auderghem qui longe le domaine de Valduchesse et relie le carrefour Sainte-Anne avec le boulevard du Souverain. Entièrement boisée, sa longueur est de 150 mètres côté Souverain et 260 mètres côté Putdael.

## Historique et description
En 1903 le château de Val Duchesse devint la propriété de Charles Dietrich. Il réussit à accaparer deux voies publiques : 
- Le premier chemin est celui qui s’étend entre l’actuel boulevard du Souverain et l’étang de Valduchesse. La décision de le vendre fut votée par le Parlement et approuvée par le roi le 19 mai 1906. Ce chemin coïncide avec le sentier portant le n° 38 dans l’Atlas des Communications Vicinales.
- En rachetant  en 1908 la chapelle Sainte-Anne ainsi que les champs attenants par où passait le chemin de la Chapelle, montant vers la chapelle, la baron Dietrich s’appropria les 17 immeubles du chemin. Les quelque 2 % de la population d’Auderghem qu'il abritait fut exproprié.

En 1915, il allait cependant accorder un appui financier à la commune pour lui permettre de tracer les belles avenues entourant son domaine. Ainsi, la partie publique de l’avenue Valduchesse fut construite sur le tracé de l’ancienne Puttestraet (actuellement Putdael) et considérablement élargie. L’intention était de prolonger l’avenue jusqu’aux actuelles demeures privées et le domaine de Valduchesse.
Mais l’avenue Valduchesse devient subitement rue du Vieux Moulin pour se muer en avenue de Waha, avant de redevenir avenue Valduchesse jusqu'au boulevard du Souverain.

## Galerie

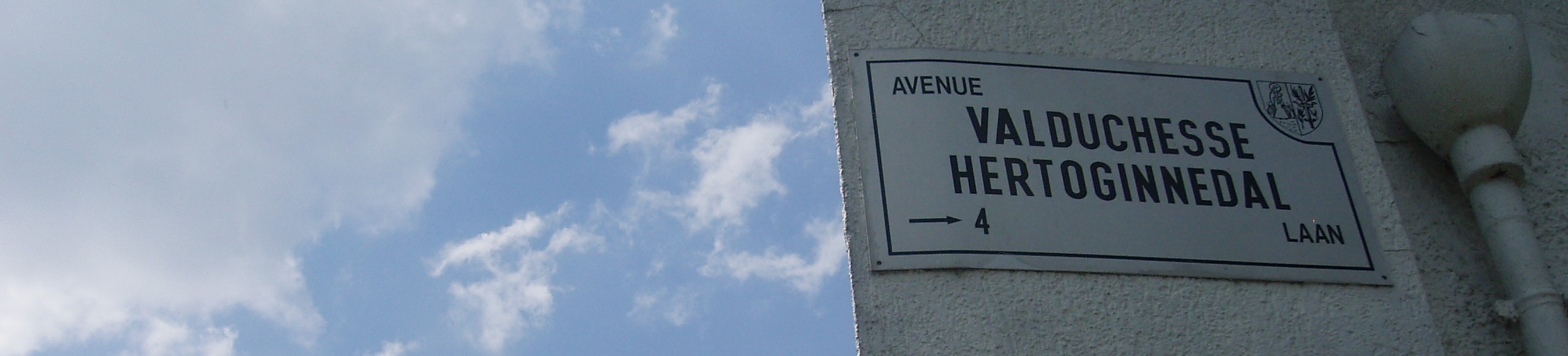
Plaque de rue
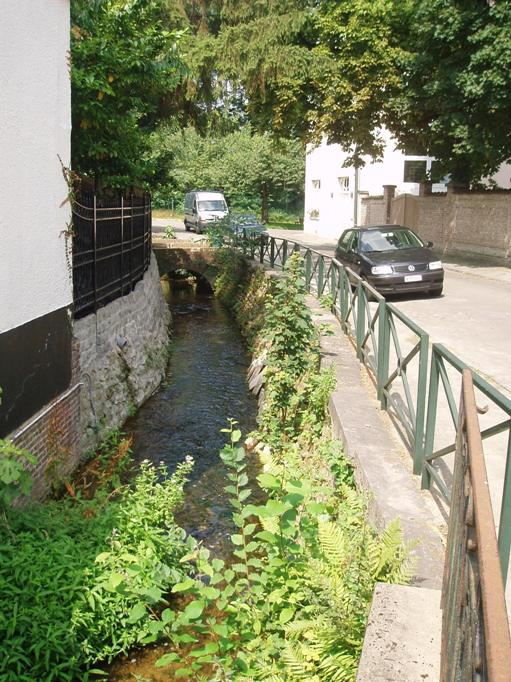
La Woluwe dans la partie de l'avenue vers le boulevard du Souverain